# 維多利亞城 (墨西哥)
維多利亞城（西班牙語：Ciudad Victoria）是墨西哥的城市，也是塔毛利帕斯州的首府，位於該國東北部，始建於1750年10月6日，面積188平方公里，海拔高度316米，每年平均降雨量約700毫米，2010年人口305,155。

## 外部連結
- （西班牙文） Dirección de Tecnología
- （西班牙文） Instituto Tecnológico de Ciudad Victoria （页面存档备份，存于）
- （西班牙文） Universidad Autónoma de Tamaulipas

23°44′N 99°8′W / 23.733°N 99.133°W